# لاود تور لايف آت ذا أو 2
لاود تور لايف آت ذا أو 2 هو ثاني ألبوم مباشر مصور من قبل المغنية البربادوسية ريانا. صدر لأول مرة في 13 ديسمبر، 2012 من قبل تسجيلات ديف جام. إصدار الدي في دي والبلو راي يتضمن حفلة ريانا التي أقيمت في ذا أو 2 أرينا في لندن، المملكة المتحدة كجزء من جولتها العالمية لاود تور (2011) لدعم ألبومها الإستديو الخامس لاود (2010).

## الخلفية والإصدار
تم تصوير لاود تور لايف آت ذا أو 2 في ذا أو 2 أرينا في لندن. خلال الجولة، قامت ريانا في الغناء في عشرة حفلات مباشرة غير متتالية في لندن أو 2 أرينا. عبر حسابها الرسمي على التويتر، أعلنت أنها سوف تصور الحفلات الثلاث الأخيرة من جولة لاود في لندن (في الفترة من 20-22 ديسمبر 2011) من أجل الدي في دي الذي سوف يصدر لاحقا. في 19 نوفمبر، 2012، أصدرت ريانا ألبومها الإستديو السابع أنبولجتك (2012). النسخة الإضافية من الألبوم تحتوي على لقطات خاصة من جولة لاود بعنوان فرست لوك: لاود تور لايف ت ذا أو 2 أرينا. دي في دي وبلو راي لاود تور لايف آت ذا أو 2 صدر في ألمانيا في 14 ديسمبر، 2012، وفي البرتغال وفي إسبانيا في 17 ديسمبر، 2012 وفي اليوم التالي في كندا، إيطاليا والولايات المتحدة.

## قائمة الأغاني
| #   | عنوان                         | المدة |
| --- | ----------------------------- | ----- |
| 1.  | "أونلي قيرل (إن ذا وورلد)"    | 4:54  |
| 2.  | "دستربيا"                     | 3:57  |
| 3.  | "شت أب أند درايف"             | 4:21  |
| 4.  | "مان داون"                    | 4:19  |
| 5.  | "إس أند إم"                   | 3:44  |
| 6.  | "سكن"                         | 6:14  |
| 7.  | "ريننغ مين"                   | 2:57  |
| 8.  | "هارد"                        | 3:18  |
| 9.  | "بريكن' دشز"                  | 2:56  |
| 10. | "أنفيثفل"                     | 5:31  |
| 11. | "هيت ذات آي لوف يو"           | 3:52  |
| 12. | "كاليفورنيا كينغ بيد"         | 5:20  |
| 13. | "واتز ماي نيم؟"               | 3:36  |
| 14. | "رود بوي"                     | 3:51  |
| 15. | "تشيرز (درنك تو ذات)"         | 4:40  |
| 16. | "دونت ستوب ذا ميوزك"          | 4:15  |
| 17. | "تيك آ باو"                   | 6:04  |
| 18. | "لوف ذا واي يو لاي (بارت II)" | 5:17  |
| 19. | "أمبريلا"                     | 4:06  |
| 20. | "وي فوند لوف"                 | 3:54  |

## الرسوم البيانية
| الرسم البياني (2008)                         | المركز | المصادر |
| -------------------------------------------- | ------ | ------- |
| أستراليا (Music DVD Chart)                   | 8      | [ 10 ]  |
| بلجيكا (Flanders Music DVD Chart)            | 3      | [ 11 ]  |
| بلجيكا (Wallonia Music DVD Chart)            | 2      | [ 12 ]  |
| جمهورية التشيك (Music DVD Chart)             | 5      | [ 13 ]  |
| هولندا (Music DVD Chart)                     | 7      | [ 14 ]  |
| فرنسا (Music DVD Chart)                      | 2      | [ 15 ]  |
| أيرلندا (Music DVDs Chart)                   | 9      | [ 16 ]  |
| إيطاليا (Music DVD Chart)                    | 11     | [ 17 ]  |
| إسبانيا (Music Video Chart)                  | 18     | [ 18 ]  |
| السويد (Music Video Chart)                   | 9      | [ 19 ]  |
| سويسرا (Music DVD Chart)                     | 3      | [ 20 ]  |
| المملكة المتحدة (Music Video Chart)          | 8      | [ 21 ]  |
| الولايات المتحدة (Billboard Music DVD Chart) | 11     | [ 22 ]  |

## الشهادات
| الدولة   | المزود | الشهادات | المبيعات | المصادر |
| -------- | ------ | -------- | -------- | ------- |
| البرازيل | (ABPD) | قولد     | 25,000   | [ 23 ]  |

## تاريخ الإصدار
| الدولة           | التاريخ         | نوع الإصدار       | الشركة المنتجة      | المصادر |
| هولندا           | 13 ديسمبر، 2012 | دي في دي          | يونيفرسال الموسيقية | [ 24 ]  |
| أستراليا         | 14 ديسمبر، 2012 | بلو راي، دي في دي | يونيفرسال الموسيقية | [ 25 ]  |
| ألمانيا          | 14 ديسمبر، 2012 | بلو راي، دي في دي | يونيفرسال الموسيقية | [ 4 ]   |
| النرويج          | 14 ديسمبر، 2012 | بلو راي، دي في دي | يونيفرسال الموسيقية | [ 26 ]  |
| فرنسا            | 17 ديسمبر، 2012 | بلو راي، دي في دي | يونيفرسال الموسيقية | [ 27 ]  |
| البرتغال         | 17 ديسمبر، 2012 | بلو راي، دي في دي | يونيفرسال الموسيقية | [ 5 ]   |
| إسبانيا          | 17 ديسمبر، 2012 | بلو راي، دي في دي | يونيفرسال الموسيقية | [ 6 ]   |
| كندا             | 18 ديسمبر، 2012 | بلو راي، دي في دي | يونيفرسال الموسيقية | [ 7 ]   |
| إيطاليا          | 18 ديسمبر، 2012 | بلو راي، دي في دي | يونيفرسال الموسيقية | [ 8 ]   |
| المملكة المتحدة  | 18 ديسمبر، 2012 | بلو راي، دي في دي | يونيفرسال الموسيقية | [ 28 ]  |
| الولايات المتحدة | 18 ديسمبر، 2012 | بلو راي، دي في دي | [ 9 ]               | ديف جام |
| ---------------- | --------------- | ----------------- | ------------------- | ------- |